# Bali White
Bali White (Indianapolis, Indiana, 10 de janeiro) é uma pesquisadora e escritora interessada em estudos africanos, ambientais e de gênero. Atualmente é pesquisadora do National Institutes of Health (NIH). Como mulher trans, ela também é organizadora da comunidade e defensora da identidade transgênero, e preocupada com questões sociais, legais e de saúde pública nos níveis nacional, estadual e local. Sua pesquisa e trabalho ativista em torno da defesa de transgêneros e jovens da comunidade de salão tem sido influente no campo da saúde pública. Anteriormente, ela atuou no Conselho Consultivo Nacional do Centro de Excelência para a Saúde Transgênero e gerenciou as iniciativas financiadas pelo CDC para jovens mulheres trans e HSH na comunidade de salão de baile do Instituto Hetrick-Martin.

## Antecedentes e educação
White recebeu seu Bacharelado em Artes magna cum laude em Línguas e Culturas do Oriente Médio e Ásia e um Master of Arts in Climate and Society pela Columbia University. Durante seu tempo em Columbia, ela produziu um relatório para o Programa das Nações Unidas para o Meio Ambiente sobre iniciativas internacionais de mudança climática. White fala Kiswahili avançado, Hindi/Urdu intermediário e espanhol e francês elementares.
White originalmente mudou-se para Nova York com uma bolsa de estudos de balé profissional de verão para o Dance Theatre of Harlem. Foi apresentada à arte de Kathak por seu Guru Najma Ayashah. Enquanto estava no Rajastão com uma bolsa de estudos em Hindi/Urdu em 2005, Bali estudou com Rm honorífico Shashi Sankhla, guru-irmã de Najma sob Pandit Kundan Lal Gangani do Jaipur Gharana.

## Ativismo e pesquisa
White trabalhou como consultora de pesquisa para o Departamento de Saúde e Higiene Mental da cidade de Nova York e ajudou na conclusão de Mulheres transgênero e prevenção do HIV na cidade de Nova York: uma avaliação de necessidades. White também trabalhou como Coordenadora de Programação Transgênero na Housing Works,  foi assistente de pesquisa para o Projeto Transgênero dos Institutos Nacionais de Desenvolvimento e Pesquisa e Diretora Assistente de Projeto no House Ball Study (HBS), um estudo etnográfico da comunidade House/Ball (uma rede social queer de cor majoritariamente nova iorquinos) por meio do GMHC.
White trabalha para mudar a narrativa em torno dos relacionamentos entre mulheres transgênero cujos parceiros sexuais são frequentemente ignorados, em detrimento do alcance efetivo do HIV. Ela lutou por um programa na Housing Works, onde os parceiros vêm uma noite por semana. White também atuou no Conselho de Administração do Sylvia Rivera Law Project e viajou extensivamente para conhecer e interagir com grupos transgêneros no exterior, incluindo a Índia e países da África Oriental.
White foi palestrante convidada no "The System. A realidade. A solução. Honrando e protegendo a vida das mulheres trans negras" durante o evento OUT on the Hill da National Black Justice Coalition.

### Publicações
Scout, Emilia Lombardi e Bali White. "Cartas aos Editores RE: Butch/Femme, F2M, Homem Grávido, TransBoy Questões de Gênero na Comunidade Lésbica." Journal of Gay &amp; Lesbian Mental Health, 14.3 (2010): 257-58. Imprimir.

### Bolsas e prêmios
- White foi convidada para o A Policy Briefing for Black LGBT Emerging Leaders do Gabinete de Engajamento Público da Casa Branca.[14]
- Comenda de Excelência, Escritório de Controladoria da Cidade de Nova York, Por excelente trabalho e pesquisa sobre questões de transgênero e HIV, 2009.[15]
- Trans Empowerment Award, Reconhecido pela organização latina sediada no Queens por contribuições à comunidade transgênero, 2009.
- Prêmio Office of Multicultural Affairs, por serviço e apoio à comunidade LGBT na Universidade de Columbia, 2006.
- Jon Michael Harrington Humanitarian Award for Activism, pela advocacia e compromisso com a saúde e o empoderamento da comunidade de salão de baile, 2002.

## Outro
- A ex-editora do site da revista People e defensora dos direitos dos transgêneros Janet Mock faz referência a White em seu ensaio Growing Up Trans: Sisterhood and Shelter at the Hetrick-Martin Institute,: "Mulheres fortes como Ayana, Bali, Danielle, Isis e todas nós que corajosamente provar viver visivelmente estão ajudando a mudar o retrato coletivo das pessoas trans em todos os lugares."[16] Também referenciado na página do Pinterest #GirlsLikeUs da Mock.[17]
- O autor David Valentine faz referência a White em seu livro Imagining Transgender: an ethnography of a category, Duke University Press, 2007.
- O trabalho de White é referenciado no American Journal of Public Health: JPH, Volume 98, Issues 5-8.[18]